# Federico di Brandeburgo-Bayreuth
Federico di Brandeburgo-Bayreuth (Weferlingen, 10 maggio 1711 – Bayreuth, 26 febbraio 1763) fu margravio di Brandeburgo-Bayreuth dal 1735 fino alla sua morte.

## Biografia

### I primi anni

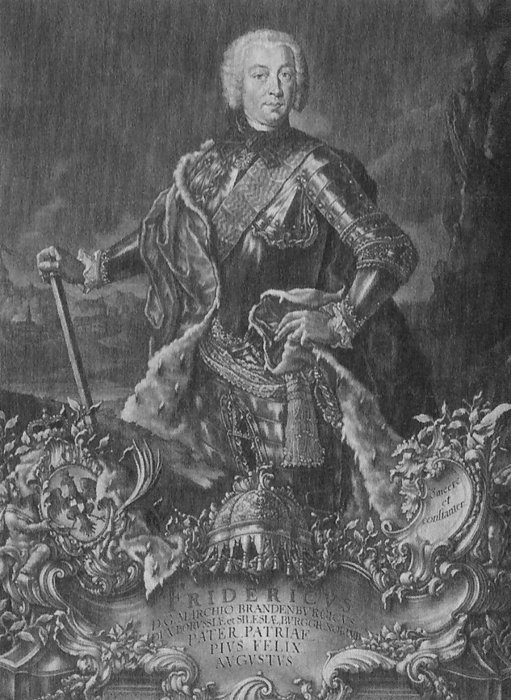
Stampa raffigurante Federico di Brandeburgo-Bayreuth trionfante nel decimo anniversario della sua ascesa al trono.

Federico era figlio di Giorgio Federico Carlo di Brandeburgo-Bayreuth e della moglie Dorotea di Schleswig-Holstein-Sonderburg-Beck. La sua casata apparteneva ad un ramo minore della famiglia degli Hohenzollern, ma nel 1726 avvenne un fatto che fu decisivo per la sua vita. In quell'anno, infatti, suo padre ereditò il principato di Bayreuth dopo una lunga disputa con il Regno di Prussia sui diritti di successione su tale territorio. Questo fatto incrementò di molto le finanze dello stato, aumentando anche la stima e la considerazione nei confronti di un principato sino ad allora considerato di secondo piano nello scenario politico europeo.

### L'ascesa al trono
Federico aveva la reputazione di un principe illuminato e lo dimostrò apertamente negli anni del suo governo quando, dal 1735, venne chiamato a succedere al padre nella reggenza del trono di famiglia. A Bayreuth, Federico era conosciuto col soprannome di "Federico l'Amato" per la grande considerazione che aveva anche presso il popolo. La sua residenza di Bayreuth divenne sempre più sede di una grande corte dalla quale egli promosse le scienze e le arti oltre alla costruzione di molte strutture. Federico aveva ricevuto un'ottima educazione negli anni della sua giovinezza ed aveva inoltre studiato per otto anni all'Università calvinista di Ginevra. In campo politico, però, i contemporanei ritenevano che Federico fosse completamente impreparato soprattutto a causa del comportamento che il padre aveva tenuto nei suoi confronti, estraniandolo completamente dagli affari di stato.

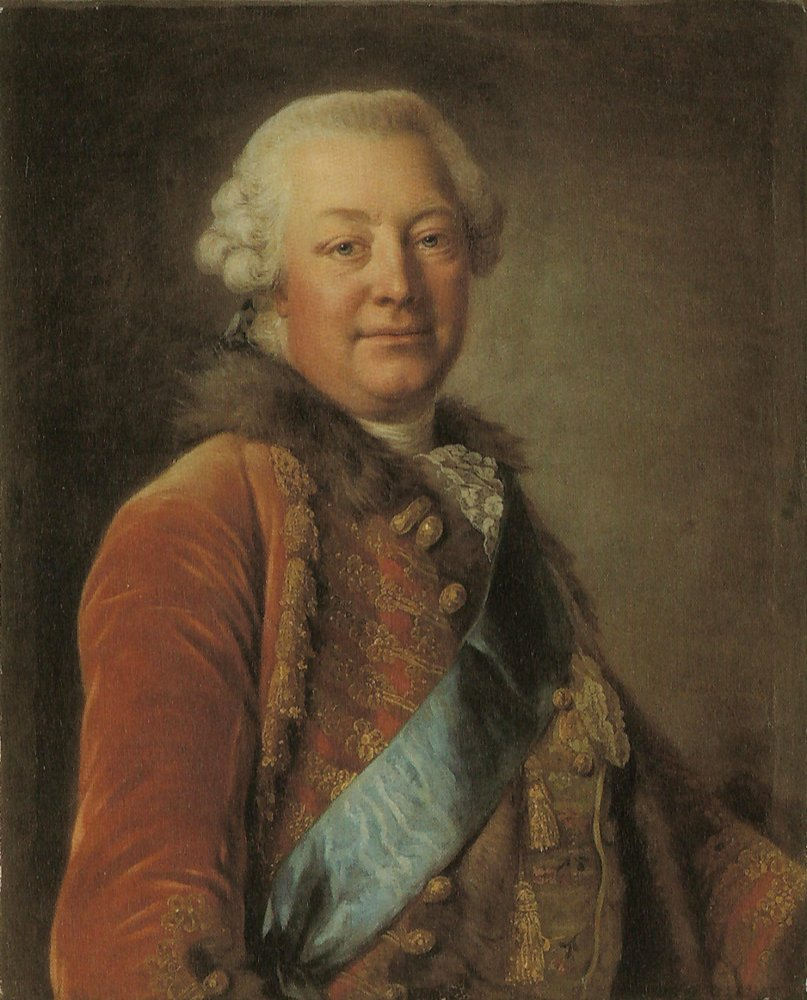
Ritratto di Federico di Brandeburgo-Bayreuth del 1750.

Sua moglie Guglielmina di Prussia, con la sua forte personalità, aveva tentato di influenzare positivamente il debole ed instabile Federico in favore della Prussia, sua patria nativa, ma egli subiva molto di più l'influenza dei suoi ministri. La moglie, ad ogni modo, riuscì comunque a far prevalere le proprie idee facendo nominare Philipp Elrodt, suo uomo di fiducia e prussiano, a segretario del ministero delle finanze, ruolo che presto lo inquadrò nell'equivalenza di "primo ministro". Con questo ruolo, Philipp attaccò la corruzione del governo e le spese sregolate del margraviato, riuscendo ad ogni modo a risanare i vecchi debiti pendenti ed a identificare nuove risorse da sfruttare. Come risultato della sua politica economica, Federico fu in grado di ampliare la ricchezza del proprio stato, concedendo anche alla moglie il denaro per restaurare la propria residenza di campagna.
L'acculturato margravio mostrò anche il proprio apprezzamento per le arti e per le scienze fondando l'Università di Bayreuth nel 1742, la cui sede venne spostata dopo un solo anno di attività a Erlangen. Inoltre egli creò l'Accademia delle Belle Arti di Bayreuth nel 1756 e dal 1744 al 1748 egli fondò il nuovo teatro di corte, uno dei più sfarzosi esempi di barocco nella capitale del margraviato. Vennero progettate anche numerose altre costruzioni come il Museo del Castello dell'Ermitage di Bayreuth con il Tempio del Sole (1749-1753) e le costruzioni del nuovo Castello dei margravi (1754) dopo che il vecchio castello era stato distrutto da un incendio. Il nuovo castello venne terminato dopo la morte di sua moglie; in suo onore esso prese il di lei nome.
Federico venne nominato Generale Feldmaresciallo del Sacro Romano Impero per la regione della Franconia, ma si mantenne strategicamente esterno ai conflitti tra Austria e Prussia, così pure durante la Guerra dei Sette anni.
Massone, è stato Gran Maestro della Gran Loggia Zur Sonne (Al Sole) di Bayreuth dal 1741 al 1763.

## Matrimoni ed eredi
Federico si sposò due volte.

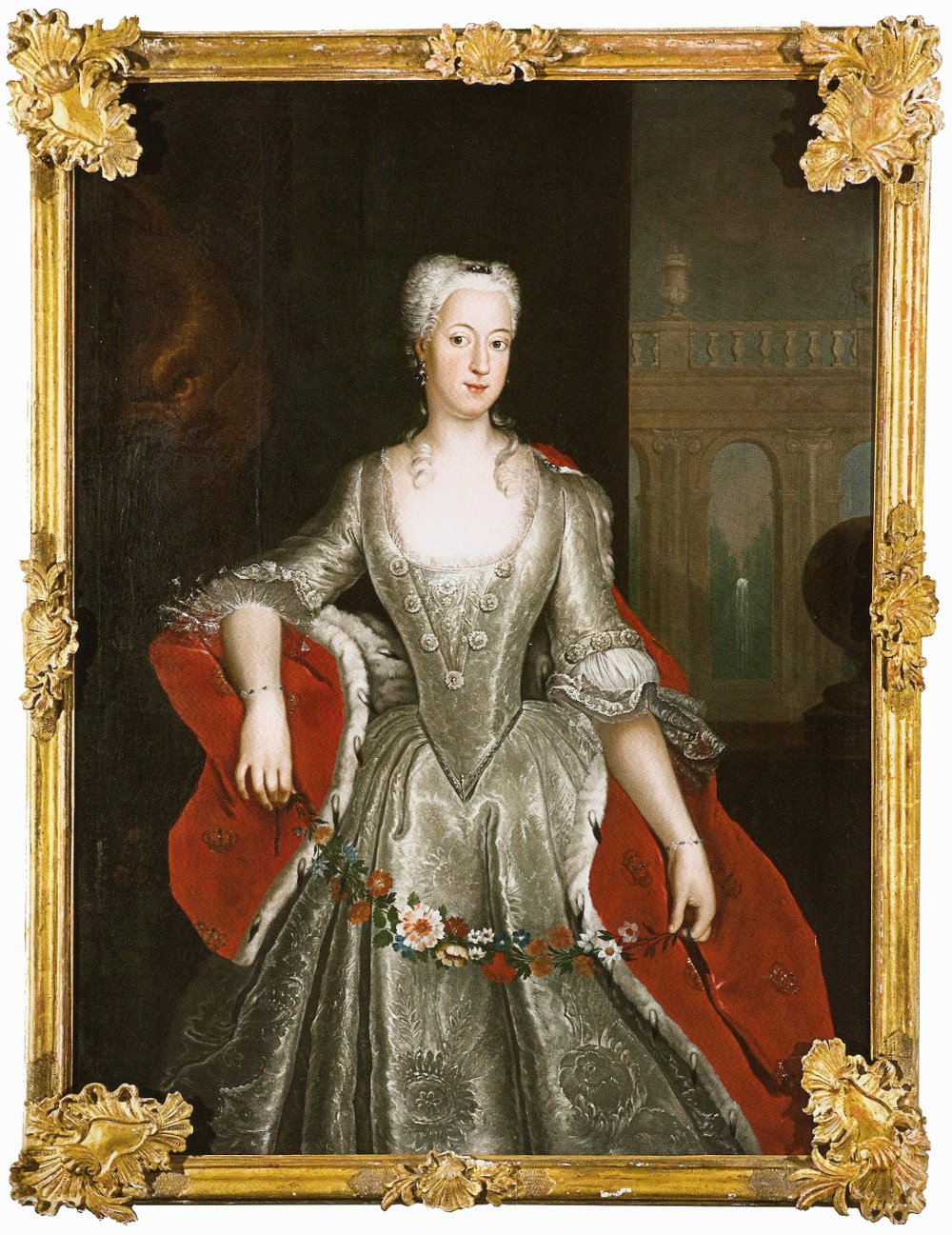
Guglielmina di Prussia, prima moglie di Federico di Brandeburgo-Bayreuth.

A Berlino il 20 novembre 1731, Federico sposò la principessa Guglielmina di Prussia. Egli era innamorato della sorella minore di Guglielmina, Sofia, ma il re Federico Guglielmo I di Prussia decise di dargli in moglie la figlia maggiore, Guglielmina, con la quale si sposò all'ultimo momento.
In un primo momento la coppia sembrò funzionare perfettamente, ma Guglielmina non era particolarmente nota per la sua bellezza sebbene fosse caritatevole e di buon cuore, anche se un poco frivola. Da questa unione nacque una sola figlia:
- Elisabetta Federica Sofia (1732-1780), sposò Carlo II Eugenio di Württemberg.

Dopo la morte di Guglielmina, avvenuta nel 1758, sposò Sofia Carolina Maria di Brunswick-Wolfenbüttel, figlia di Carlo I di Brunswick-Wolfenbüttel. Da questo matrimonio però non nacquero eredi.

## Ascendenza
|                                                              |                                                       |                                                              | Genitori                                            |  |  | Nonni |  |  | Bisnonni                                |  |  | Trisnonni                         |  |
|                                                              |                                                       |                                                              |                                                     |  |  |       |  |  | Giorgio Alberto di Brandeburgo-Kulmbach |  |  | Cristiano di Brandeburgo-Bayreuth |  |
|                                                              |                                                       |                                                              |                                                     |  |  |       |  |  | Giorgio Alberto di Brandeburgo-Kulmbach |  |  | Cristiano di Brandeburgo-Bayreuth |  |
|                                                              |                                                       | Maria di Hohenzollern                                        |                                                     |  |  |       |  |  | Giorgio Alberto di Brandeburgo-Kulmbach |  |  |                                   |  |
| Cristiano Enrico di Brandeburgo-Kulmbach                     |                                                       |                                                              |                                                     |  |  |       |  |  | Giorgio Alberto di Brandeburgo-Kulmbach |  |  |                                   |  |
|                                                              |                                                       | Maria Elisabetta di Schleswig-Holstein-Sondenburg-Glücksburg | Filippo di Schleswig-Holstein-Sonderburg-Glücksburg |  |  |       |  |  |                                         |  |  |                                   |  |
|                                                              |                                                       | Maria Elisabetta di Schleswig-Holstein-Sondenburg-Glücksburg | Filippo di Schleswig-Holstein-Sonderburg-Glücksburg |  |  |       |  |  |                                         |  |  |                                   |  |
|                                                              |                                                       | Maria Elisabetta di Schleswig-Holstein-Sondenburg-Glücksburg | Sofia Edvige di Sassonia-Lauenburg                  |  |  |       |  |  |                                         |  |  |                                   |  |
| Giorgio Federico Carlo di Brandeburgo-Bayreuth               |                                                       | Maria Elisabetta di Schleswig-Holstein-Sondenburg-Glücksburg |                                                     |  |  |       |  |  |                                         |  |  |                                   |  |
|                                                              |                                                       | Alberto Federico di Wolfstein zu Sulzbürg                    | Giovanni di Wolfstein                               |  |  |       |  |  |                                         |  |  |                                   |  |
|                                                              |                                                       | Alberto Federico di Wolfstein zu Sulzbürg                    | Giovanni di Wolfstein                               |  |  |       |  |  |                                         |  |  |                                   |  |
|                                                              |                                                       | Alberto Federico di Wolfstein zu Sulzbürg                    | Barbara Teufel zu Gundersdorf                       |  |  |       |  |  |                                         |  |  |                                   |  |
| Sofia Cristiana di Wolfstein                                 |                                                       | Alberto Federico di Wolfstein zu Sulzbürg                    |                                                     |  |  |       |  |  |                                         |  |  |                                   |  |
|                                                              |                                                       | Sofia Luisa di Castell-Remlingen                             | Wolfgang Giorgio I di Castell-Remlingen             |  |  |       |  |  |                                         |  |  |                                   |  |
|                                                              |                                                       | Sofia Luisa di Castell-Remlingen                             | Wolfgang Giorgio I di Castell-Remlingen             |  |  |       |  |  |                                         |  |  |                                   |  |
|                                                              |                                                       | Sofia Luisa di Castell-Remlingen                             | Sofia Giuliana di Hohenlohe-Waldenburg-Pfedelbach   |  |  |       |  |  |                                         |  |  |                                   |  |
| Federico di Brandeburgo-Bayreuth                             |                                                       | Sofia Luisa di Castell-Remlingen                             |                                                     |  |  |       |  |  |                                         |  |  |                                   |  |
|                                                              | Augusto Filippo di Schleswig-Holstein-Sonderburg-Beck | Alessandro di Schleswig-Holstein-Sonderburg                  |                                                     |  |  |       |  |  |                                         |  |  |                                   |  |
|                                                              | Augusto Filippo di Schleswig-Holstein-Sonderburg-Beck | Alessandro di Schleswig-Holstein-Sonderburg                  |                                                     |  |  |       |  |  |                                         |  |  |                                   |  |
|                                                              | Augusto Filippo di Schleswig-Holstein-Sonderburg-Beck | Dorotea di Schwarzburg-Sondershausen                         |                                                     |  |  |       |  |  |                                         |  |  |                                   |  |
| Federico Luigi di Schleswig-Holstein-Sonderburg-Beck         | Augusto Filippo di Schleswig-Holstein-Sonderburg-Beck |                                                              |                                                     |  |  |       |  |  |                                         |  |  |                                   |  |
|                                                              |                                                       | Maria Sibilla di Nassau-Saarbrücken                          | Guglielmo Luigi di Nassau-Saarbrücken               |  |  |       |  |  |                                         |  |  |                                   |  |
|                                                              |                                                       | Maria Sibilla di Nassau-Saarbrücken                          | Guglielmo Luigi di Nassau-Saarbrücken               |  |  |       |  |  |                                         |  |  |                                   |  |
|                                                              |                                                       | Maria Sibilla di Nassau-Saarbrücken                          | Anna Amalia di Baden-Durlach                        |  |  |       |  |  |                                         |  |  |                                   |  |
| Dorotea di Schleswig-Holstein-Sonderburg-Beck                |                                                       | Maria Sibilla di Nassau-Saarbrücken                          |                                                     |  |  |       |  |  |                                         |  |  |                                   |  |
|                                                              |                                                       | Ernest Gunther di Schleswig-Holstein-Sonderburg-Augustenburg | Alessandro di Schleswig-Holstein-Sonderburg         |  |  |       |  |  |                                         |  |  |                                   |  |
|                                                              |                                                       | Ernest Gunther di Schleswig-Holstein-Sonderburg-Augustenburg | Alessandro di Schleswig-Holstein-Sonderburg         |  |  |       |  |  |                                         |  |  |                                   |  |
|                                                              |                                                       | Ernest Gunther di Schleswig-Holstein-Sonderburg-Augustenburg | Dorotea di Schwarzburg-Sondershausen                |  |  |       |  |  |                                         |  |  |                                   |  |
| Luisa Carlotta di Schleswig-Holstein-Sonderburg-Augustenburg |                                                       | Ernest Gunther di Schleswig-Holstein-Sonderburg-Augustenburg |                                                     |  |  |       |  |  |                                         |  |  |                                   |  |
|                                                              |                                                       | Augusta di Schleswig-Holstein-Sonderburg-Glücksburg          | Filippo di Schleswig-Holstein-Sonderburg-Glücksburg |  |  |       |  |  |                                         |  |  |                                   |  |
|                                                              |                                                       | Augusta di Schleswig-Holstein-Sonderburg-Glücksburg          | Filippo di Schleswig-Holstein-Sonderburg-Glücksburg |  |  |       |  |  |                                         |  |  |                                   |  |
|                                                              |                                                       | Augusta di Schleswig-Holstein-Sonderburg-Glücksburg          | Sofia Edvige di Sassonia-Lauenburg                  |  |  |       |  |  |                                         |  |  |                                   |  |
|                                                              |                                                       | Augusta di Schleswig-Holstein-Sonderburg-Glücksburg          |                                                     |  |  |       |  |  |                                         |  |  |                                   |  |